# Rother District
Rother är ett distrikt (motsvarande kommun) i grevskapet East Sussex i England, Storbritannien. Distriktet har 94 162 invånare (2022).
Större orter är Bexhill-on-Sea och Rye. Distriktet är indelat i 34 civil parishes.